# Claude Tissendier
Claude Tissendier (* 1. Oktober 1952 in Toulouse) ist ein französischer Jazzmusiker (Altsaxophon, weitere Saxophone, Klarinette, Arrangement).

## Leben und Wirken
Tissendier absolvierte ein klassisches Studium von Klarinette und Saxophon am Konservatorium von Toulouse, während er in mehreren regionalen Orchestern, aber auch dem Ensemble Minor Swing von Challain Ferret und der Old Time Jazz Band von Jacques Gauthé Jazzerfahrungen sammelte.
1977 zog Tissendier nach Paris, wo er Mitglied von Claude Bollings Grand Orchestre wurde, dem er bis zu dessen Auflösung angehörte. Daneben spielte er bei Ornicar, Gérard Badini, Dany Doriz, Jean-Loup Longnon, François Laudet und in der Swing Limited Corporation. 1983 gründete er eine Band, die sich dem Werk von John Kirby widmete und 1985 ein Album vorlegte, das gut aufgenommen wurde. Dann widmete er sich seiner Band Saxomania, bestehend aus vier Saxophonen und einer Rhythmusgruppe, um das Swing- und Bebop-Repertoire in originellen Arrangements aufzuführen. Konzerte und Alben boten dieser Band die Gelegenheit, mit wichtigen Solisten wie Benny Carter, Guy Lafitte, Spike Robinson, Clark Terry und Phil Woods zusammenzuarbeiten. Auch legte er Alben mit eigenen Combos, vom Quartett bis zum Tentett, vor; 2019 erschienen C’est magnifique und New Saxomania. Weiterhin veröffentlichte er zwischen 1994 und 1998 drei Alben mit Billy und Marlene VerPlanck und arbeitete mit Michele Hendricks und Marc Thomas. Mit dem Rosenberg Trio war er an der Musik zu dem Spielfilm Django – Ein Leben für die Musik beteiligt.

## Preise und Auszeichnungen
Tissendier wurde 1986 mit dem Prix Sidney Bechet ausgezeichnet; das Album Saxomania, das er mit Benny Carter vorlegte, erhielt 1988 den Prix Bill Coleman von der Académie du Jazz und den Prix du meilleur disque de jazz français des Hot Club de France. Ein Django d’Or wurde Saxomania 1996 verliehen.

## Lexikalische Einträge
- André Clergeat, Claude Tissendier. The New Grove Dictionary of Jazz.